# Benedicta Waurick
Benedicta Waurick OCist, eigentlich Gertrud Waurick, (obersorbisch Benedikta Wawrikec; * 16. März 1938 in Neu-Jeßnitz) ist eine emeritierte deutsche Äbtissin der Zisterzienserinnenabtei St. Marienstern.

## Leben
Gertrud Waurick wurde 1938 als ältestes Kind einer sorbischen Familie in Neu-Jeßnitz in der Oberlausitz geboren. Nach dem Schulbesuch in Puschwitz, Crostwitz und Bautzen arbeitete sie im elterlichen Landwirtschaftsbetrieb. 1959 trat sie in die Abtei St. Marienstern ein und bekam im folgenden Jahr bei ihrer Einkleidung den Ordensnamen Benedicta. Im Jahre 1964 legte sie ihre feierliche Profess ab. Zunächst war sie in Kirche und Gewächshaus tätig und verrichtete Feldarbeit. Bevor 1973 das Maria-Martha-Heim für behinderte Mädchen eröffnet wurde, machte sie eine Ausbildung zur Krankenschwester und betreute fortan als Stationsschwester einen Teil der Behinderten. Am 3. November 1986 wurde sie zur 42. Äbtissin des Klosters gewählt. Ihr Wahlspruch lautete Fiat voluntas tua („Dein Wille geschehe“).
Ihre Amtszeit ist geprägt von umfangreichen Bau- und Sanierungsprojekten an Kirche, Konvents- und Wirtschaftsgebäuden. So konnten innerhalb weniger Jahre die schon sehr maroden Stallungen auf der Westseite des Klostergeländes neu aufgebaut und als Wohngebäude für die immer weiter wachsenden Behinderteneinrichtungen zur Verfügung gestellt werden. Anlässlich des 750-jährigen Bestehens von St. Marienstern fand 1998 die 1. Sächsische Landesausstellung teilweise im Klausurbereich der Schwestern statt. U. a. für diese Öffnung des Klosters „zu den Menschen hin“ erhielt Benedicta Waurick 2001 das Bundesverdienstkreuz am Bande.
Im Orden war sie lange Mitglied der Commissio pro Monialibus, die sich für die Gleichstellung der Äbtissinnen mit den Äbten des Zisterzienserordens einsetzte. Als Frucht dieser Arbeit durfte sie im Jahr 2000 mit allen Äbtissinnen des Ordens erstmals gleichberechtigt am Generalkapitel in Rom teilnehmen.
Nach fast 25 Jahren Amtszeit resignierte sie am 9. August 2011. Zu ihrer Nachfolgerin wurde Philippa Kraft gewählt.

## Auszeichnungen
- 2001: Bundesverdienstkreuz am Bande[1]